# 雪花丹
雪花丹（学名：Plumbago auriculata f. alba）为白花丹科白花丹属蓝花丹下的一个变型。